# József Szalai
József Szalai (ur. 18 grudnia 1892 w Kővágószőlős, zm. 29 listopada 1990 w Budapeszcie) – węgierski gimnastyk, dwukrotny olimpijczyk.
Uczestniczył w rywalizacji na V Letnich Igrzyskach olimpijskich rozgrywanych w Sztokholmie w 1912 roku. Wystartował tam w jednej konkurencji gimnastycznej. W wieloboju indywidualnym, z wynikiem 117,25 punktu, zajął piętnaste miejsce, ex aequo z reprezentantem Luksemburga, Antoinem Wehrerem.
Szesnaście lat później wystartował na IX Letnich Igrzyskach Olimpijskich rozgrywanych w Amsterdamie w 1928 roku. Wziął udział w rywalizacji w siedmiu konkurencjach gimnastycznych:
- wielobój indywidualny – 67. miejsce (178,875 punktu)

- wielobój drużynowy – 10. miejsce (1344,750 punktu)

- ćwiczenia na koniu z łękami – 81. miejsce (30,00 punktów)

- ćwiczenia na kółkach – 76. miejsce (39,00 punktów)

- ćwiczenia na drążku – 57. miejsce (45,00 punktów)

- ćwiczenia na poręczach – 53. miejsce (42,50 punktu)

- skok przez konia – 71. miejsce (22,375 punktu)

Reprezentował barwy klubów Magyar Testgyakorlók Köre oraz Vívó és Atlétikai Club.